# Route nationale 769
Pour les articles homonymes, voir D28 et Route 769.
La route nationale 769 ou RN 769 était une route nationale française reliant Château-Gontier à Bouessay. À la suite de la réforme de 1972, elle a été déclassée en RD 28 ou D28.

## Ancien tracé de Château-Gontier à Bouessay (D 28)
- Château-Gontier
- Gennes-sur-Glaize
- Grez-en-Bouère
- Bouessay